# Festival van San Remo

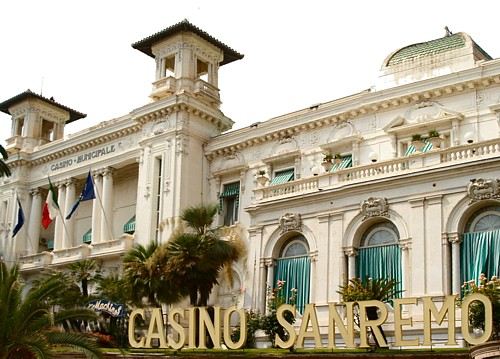
Casino van San Remo

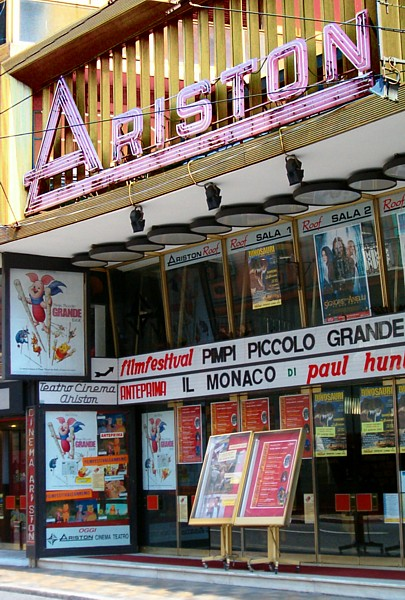
Teatro Ariston

Het Festival van San Remo (Italiaans: Festival di Sanremo) is een Italiaans liedjesfestival, dat sinds 1951 elk jaar in februari gehouden wordt in de stad San Remo.
Het festival, dat oorspronkelijk in het Casino van San Remo en sedert 1977 in het Teatro Ariston wordt gehouden, is uitermate populair in Italië. Het is een van de best bekeken televisieprogramma's in Italië en wordt via het Eurovisie-netwerk ook doorgestraald naar andere landen. De groten van de Italiaanse moderne muziek hebben eraan meegedaan en voor sommige artiesten, zoals Eros Ramazzotti, Andrea Bocelli en Laura Pausini, betekende een deelname aan het festival het begin van een grote internationale carrière.
Sedert de jaren tachtig worden er (op enkele uitzonderingen na) jaarlijkse twee competities georganiseerd: het jongerenconcours en eentje voor gevestigde waarden. Sedert 2004 kan het publiek via televoting mee de winnaar bepalen.
Het Festival van San Remo geldt als voorbeeld voor andere soortgelijke festivals, in de eerste plaats het Eurovisiesongfestival, dat in 1956 voor het eerst werd georganisseerd. In de beginjaren werd de winnaar van het Festival van San Remo steevast afgevaardigd als Italiaanse deelnemer voor het Eurovisiesongfestival. In 1964 won Gigliola Cinquetti zowel het Festival van San Remo als het Eurovisiesongfestival. Sedert de terugkeer van Italië op het Eurovisiesongfestival in 2011 na decennialang afwezig te zijn geweest, wordt de Italiaanse vertegenwoordiger ook weer geselecteerd via het Festival van San Remo. Meestal betreft dit de winnaar van de hoofdcompetitie. Deze heeft evenwel het recht om te verzaken aan deelname aan het Eurovisiesongfestival. In 2021 won Måneskin als tweede act ooit zowel het Festival van San Remo als het Eurovisiesongfestival.

## Winnaars
De jaren dat de winnaar ook aan het Eurovisiesongfestival deelnam staan in het goud aangeduid.

| Jaar | Artiest                                       | Nummer                          |
| ---- | --------------------------------------------- | ------------------------------- |
| 1951 | Nilla Pizzi                                   | Grazie dei fiori                |
| 1952 | Nilla Pizzi                                   | Vola colomba                    |
| 1953 | Carla Boni & Flo Sandon's                     | Viale d'autunno                 |
| 1954 | Giorgio Consolini & Gino Latilla              | Tutte le mamme                  |
| 1955 | Claudio Villa & Tullio Pane                   | Buongiorno tristezza            |
| 1956 | Franca Raimondi                               | Aprite le finestre              |
| 1957 | Claudio Villa & Nunzio Gallo                  | Corde della mia chitarra        |
| 1958 | Domenico Modugno & Johnny Dorelli             | Nel blu dipinto di blu          |
| 1959 | Domenico Modugno & Johnny Dorelli             | Piove                           |
| 1960 | Tony Dallara & Renato Rascel                  | Romantica                       |
| 1961 | Betty Curtis & Luciano Tajoli                 | Al di là                        |
| 1962 | Domenico Modugno & Claudio Villa              | Addio addio                     |
| 1963 | Tony Renis & Emilio Pericoli                  | Uno per tutte                   |
| 1964 | Gigliola Cinquetti & Patricia Carli           | Non ho l'età                    |
| 1965 | Bobby Solo & New Christy Minstrels            | Se piangi se ridi               |
| 1966 | Domenico Modugno & Gigliola Cinquetti         | Dio come ti amo                 |
| 1967 | Claudio Villa & Iva Zanicchi                  | Non pensare a me                |
| 1968 | Sergio Endrigo & Roberto Carlos               | Canzone per te                  |
| 1969 | Bobby Solo & Iva Zanicchi                     | Zingara                         |
| 1970 | Adriano Celentano & Claudia Mori              | Chi non lavora non fa l'amore   |
| 1971 | Nada & Nicola di Bari                         | Il cuore è uno zingaro          |
| 1972 | Nicola di Bari                                | I giorni dell'arcobaleno        |
| 1973 | Peppino Di Capri                              | Un grande amore e niente più    |
| 1974 | Iva Zanicchi                                  | Ciao cara, come stai?           |
| 1975 | Gilda                                         | Ragazza del sud                 |
| 1976 | Peppino Di Capri                              | Non lo faccio più               |
| 1977 | Homo Sapiens                                  | Bella da morire                 |
| 1978 | Matia Bazar                                   | ...E dirsi ciao!                |
| 1979 | Mino Vergnaghi                                | Amare                           |
| 1980 | Toto Cutugno                                  | Solo noi                        |
| 1981 | Alice                                         | Per Elisa                       |
| 1982 | Riccardo Fogli                                | Storie di tutti i giorni        |
| 1983 | Tiziana Rivale                                | Sarà quel che sarà              |
| 1984 | Al Bano & Romina Power                        | Ci sarà                         |
| 1985 | Ricchi e Poveri                               | Se m'innamoro                   |
| 1986 | Eros Ramazzotti                               | Adesso tu                       |
| 1987 | Gianni Morandi, Umberto Tozzi, Enrico Ruggeri | Si può dare di più              |
| 1988 | Massimo Ranieri                               | Perdere l'amore                 |
| 1989 | Anna Oxa & Fausto Leali                       | Ti lascerò                      |
| 1990 | Pooh & Dee Dee Bridgewater                    | Uomini soli                     |
| 1991 | Riccardo Cocciante & Sarah Jane Morris        | Se stiamo insieme               |
| 1992 | Luca Barbarossa                               | Portami a ballare               |
| 1993 | Enrico Ruggeri                                | Mistero                         |
| 1994 | Aleandro Baldi                                | Passerà                         |
| 1995 | Giorgia                                       | Come saprei                     |
| 1996 | Ron & Tosca                                   | Vorrei incontrarti fra 100 anni |
| 1997 | Jalisse                                       | Fiumi di parole                 |
| 1998 | Annalisa Minetti                              | Senza te o con te               |
| 1999 | Anna Oxa                                      | Senza pietà                     |
| 2000 | Piccola Orchestra Avion Travel                | Sentimento                      |
| 2001 | Elisa                                         | Luce                            |
| 2002 | Matia Bazar                                   | Messaggio d'amore               |
| 2003 | Alexia                                        | Per dire di no                  |
| 2004 | Marco Masini                                  | L'uomo volante                  |
| 2005 | Francesco Renga                               | Angelo                          |
| 2006 | Povia                                         | Vorrei avere il becco           |
| 2007 | Simone Cristicchi                             | Ti regalerò una rosa            |
| 2008 | Giò Di Tonno & Lola Ponce                     | Colpo di fulmine                |
| 2009 | Marco Carta                                   | La forza mia                    |
| 2010 | Valerio Scanu                                 | Per tutte le volte che          |
| 2011 | Roberto Vecchioni                             | Chiamami ancora amore           |
| 2012 | Emma Marrone                                  | Non è l'inferno                 |
| 2013 | Marco Mengoni                                 | L'essenziale                    |
| 2014 | Arisa                                         | Controvento                     |
| 2015 | Il Volo                                       | Grande amore                    |
| 2016 | Stadio                                        | Un giorno mi dirai              |
| 2017 | Francesco Gabbani                             | Occidentali's karma             |
| 2018 | Ermal Meta & Fabrizio Moro                    | Non mi avete fatto niente       |
| 2019 | Mahmood                                       | Soldi                           |
| 2020 | Diodato                                       | Fai rumore                      |
| 2021 | Måneskin                                      | Zitti e buoni                   |
| 2022 | Mahmood & Blanco                              | Brividi                         |
| 2023 | Marco Mengoni                                 | Due vite                        |
| 2024 | Angelina Mango                                | La noia                         |
| 2025 | Olly                                          | Balorda nostalgia               |

### Winnaars categorie jongeren
| Jaar | Artiest                           | Nummer                    |
| ---- | --------------------------------- | ------------------------- |
| 1984 | Eros Ramazzotti                   | Terra promessa            |
| 1985 | Cinzia Corrado                    | Niente di più             |
| 1986 | Lena Biolcati                     | Grande grande amore       |
| 1987 | Michele Zarrillo                  | La notte dei pensieri     |
| 1988 | Future                            | Canta con noi             |
| 1989 | Mietta                            | Canzoni                   |
| 1990 | Marco Masini                      | Disperato                 |
| 1991 | Paolo Vallesi                     | Le persone inutili        |
| 1992 | Aleandro Baldi & Francesca Alotta | Non amarmi                |
| 1993 | Laura Pausini                     | La solitudine             |
| 1994 | Andrea Bocelli                    | Il mare calmo della sera  |
| 1995 | Neri per Caso                     | Le ragazze                |
| 1996 | Syria                             | Non ci sto                |
| 1997 | Paola & Chiara                    | Amici come prima          |
| 1998 | Annalisa Minetti                  | Senza te o con te         |
| 1999 | Alex Britti                       | Oggi sono io              |
| 2000 | Jenny B                           | Semplice sai              |
| 2001 | Gazosa                            | Stai con me               |
| 2002 | Anna Tatangelo                    | Doppiamente fragili       |
| 2003 | Dolcenera                         | Siamo tutti là fuori      |
| 2004 | Niet gehouden                     | Niet gehouden             |
| 2005 | Laura Bono                        | Non credo nei miracoli'   |
| 2006 | Riccardo Maffoni                  | Sole negli occhi          |
| 2007 | Fabrizio Moro                     | Pensa                     |
| 2008 | Sonohra                           | l'Amore                   |
| 2009 | Arisa                             | Sincerità                 |
| 2010 | Tony Maiello                      | Il linguaggio della resa  |
| 2011 | Raphael Gualazzi                  | Follia d'amore            |
| 2012 | Alessandro Casillo                | È vero (che ci sei)       |
| 2013 | Antonio Maggio                    | Mi servirebbe sapere      |
| 2014 | Rocco Hunt                        | Nu juorno buono           |
| 2015 | Giovanni Caccamo                  | Ritornerò da te           |
| 2016 | Francesco Gabbani                 | Amen                      |
| 2017 | Lele                              | Ora mai                   |
| 2018 | Ultimo                            | Il ballo delle incertezze |
| 2019 | Niet gehouden                     | Niet gehouden             |
| 2020 | Leo Gassmann                      | Vai bene così             |
| 2021 | Gaudiano                          | Polvere da sparo          |
| 2022 | Niet gehouden                     | Niet gehouden             |
| 2023 | Niet gehouden                     | Niet gehouden             |
| 2024 | Niet gehouden                     | Niet gehouden             |
| 2025 | Settembre                         | Vertebre                  |